# Casablanca INT
CASABLANCA INT s.r.o. je česká firma, která poskytuje služby v oblasti telekomunikačních služeb a ICT. Provozuje vlastní datové centrum o rozloze 1600 m², sídlí v Praze. Své technologie Casablanca financuje bez spoluúčasti zahraničního kapitálu.

## Historie
| rok  | událost |
| ---- | --- |
| 1996 | založení společnosti (JUDr. Alois Veverka, Milan Švácha a Jakub Jedlička) |
| 1998 | začátek poskytování internetu – připojení pevnou linkou |
| 2000 | vstup do sdružení NIX.CZ jako 11. člen spuštění služby Server Housing a otevření prvního datového sálu                                                                           |
| 2001 | založení slovenské pobočky Casablanca INT v Bratislavě |
| 2002 | datacentrum se rozrostlo o nové prostory kapacita zahraniční konektivity navýšena na 60 Mbit/s                                                                                   |
| 2003 | zvýšení kapacity zahraniční konektivity na 100 Mbit/s |
| 2004 | rozšíření internetového protokolu na verzi IPv6 zakoupení prvního vlastního diesel generátoru prodej slovenské pobočky otevřen další datasál HC16 zprovozněn nový datový sál HC5 |
| 2005 | zprovoznění první free WiFi sítě v ČR spuštění služby VoIP |
| 2007 | otevřen datasál „nové generace“ s názvem HC6 společnost změnila zásadně svou image do stylu komiksu a spustila nový web                                                          |
| 2008 | zprovozněn datasál HC7 |
| 2010 | otevřen nový datasál HC8 |
| 2011 | začátek poskytování služeb virtuálních serverů |
| 2012 | spuštění prvního veřejného cloudu v ČR – BBO za technologií HP cloud System Matrix                                                                                               |
| 2013 | změna CI, virtualizace a modernizace společnosti, nový web |
| 2014 | připojení k projektu FENIX (ochrana před DoS a DDoS útoky) rozšíření technologie cloudového řešení BBO o druhé primární datové pole; BBO rozložen do tří nezávislých lokalit     |
| 2016 | spuštění nového webu a blogu |

## Činnost

### Cloud
Firma pracuje s těmito variantami cloudového řešení:
- HP CloudSystem
- VMware
- HPE 3PAR StoreServ Storage
- Disaster recovery
- HP TippingPoint – systém prevence narušení

### Datacentrum
Jedná se o technologické zázemí, jehož součástí jsou zálohovací systémy. Datová síť datacentra je postavena na prvcích Juniper, Hewlett-Packard, Cisco Systems a Arista Networks.

### Internet
Společnost Casablanca INT se specializuje na symetrický přenos dat.
Technologii tato společnost využívá od tuzemských i zahraničních dodavatelů například Cisco, Juniper Networks, Huawei, Hewlett Packard, Telia Sonera, Alcoma atd.
Casablanca INT je členem sdružení NIX.CZ a působí jako LIR (Local Internet Register). Využívá protokol IPv4 a IPv6.

### Hlasové služby – VOIP
Posledním produktem firmy jsou služby v oblasti hlasové komunikace. Jedná se zejména o klasické telefonování a služby spojené s IP sítěmi tzv. VoIP (volání přes internet). Casablanca INT disponuje také virtuální IP ústřednou.